# Alltagsgespräch
Als Alltagsgespräch (Plauderei, auch Smalltalk oder Geplänkel, im Dialekt unter anderem Schwatzen, Quatschen, Plauschen, Plaudern, Plausch, (Klön-)Schnack) bezeichnet man ein Gespräch, das spontan, zufällig, locker und in einem umgangssprachlichen Ton geführt wird, in dem es sich zumeist um Themen der privaten Lebenssphäre handelt.
Dabei treten hierarchische Beziehungsunterschiede zwischen den Gesprächspartnern weitgehend in den Hintergrund – das heißt, sie werden nicht als relevant behandelt. Alltagsgespräche sind die natürlichste Form der gesprochenen Sprache; sie finden in natürlichen Situationen statt. Merkmale sind Interaktivität, lokale Durchführung und Kontrolle der Beteiligten, Orientierung auf den Alltag hin und geringe Vorplanungsaktivitäten der Akteure.
Zu Beginn (nicht selten auch am Ende) ernsthafterer Unterredungen wird oft strategisch eine ‚Plauderphase‘ eingelegt, die dem Ermitteln von Gemeinsamkeiten dienlich sein soll. Der Sache nach das Gegenteil von spontan, versucht sie gezielt das Alltagsgespräch herzustellen. In manchen Milieus muss sie sehr ausgiebig sein, um das zielführende Sachgespräch überhaupt zu ermöglichen – vor allem in stark „gemeinschaftlich“ und schwach „gesellschaftlich“ orientierten sozialen Kreisen (vgl. Tönnies, Gemeinschaft und Gesellschaft).

## Plaudern
Plaudern (Geplauder, Plauderei, etymologisch lautmalerisch von plodern) ist eine informelle Form eines Gesprächs ohne festen Inhalt. Die Themen wechseln sich sehr häufig ab. Es findet oft in der arbeitsfreien Zeit, zum Beispiel in Pausen statt, kann aber auch im Hintergrund während formeller Gespräche stattfinden. Insbesondere das Wort „plaudern“ hat von seiner Abstammung her wenig Gutes vorzuweisen, so etwa im mittelhochdeutschen „pludern“, im schwedischen „pladder“, im dänischen „bladre“ und im lateinischen „blaterare“, in allen Fällen durchweg zu übersetzen mit „(dumm) daherschwatzen“.
Auch Geplauder folgt Gesprächsregeln, die aber nicht jedem Teilnehmer bewusst sind. In einer größeren Gesellschaft können mehrere kleinere Gruppen entstehen, die unabhängig voneinander plaudern. Von Zeit zu Zeit können sich die Gruppen zu größeren Gruppen zusammenschließen, um ein gemeinsames Thema zu besprechen. Die Teilnehmer innerhalb einer Gesprächsgruppe trennen normalerweise ihr eigenes Gespräch problemlos von dem anderer Gruppen und werden auch nicht von den Hintergrundgeräuschen, die durch die Gespräche der anderen entstehen, gestört.
Wie jedes Gespräch hat auch das Plaudern eine Anfangsphase, einen Hauptteil und eine Beendigungsphase. Bei mehreren Teilnehmern kann sich dabei die Zusammensetzung der Gesprächsgruppe ändern.
Da es beim Plaudern keinen formalen Gesprächsleiter gibt, erfolgt die Übergabe des Wortes informalen Regeln.
- Die Rede ist jeweils relativ kurz und geht auf den vorhergehenden Beitrag thematisch ein oder ändert das Thema. Schwerwiegende Themen werden dabei von den Gesprächsteilnehmern oft abgelehnt.
- Die Übergabe und Übernahme des Wortes erfolgt in Gesprächspausen oder durch Unterbrechung des Redners (die Unterbrechung gilt allerdings als unhöflich).
- Während der Rede gibt es Aufmerksamkeitszeichen, wie kurze Zwischenbemerkungen, Bestätigungen, Verneinungen, die zeigen, dass die Teilnehmer noch bei der Sache sind. Diese werden meist nicht als Unterbrechung empfunden.
- Bei mehreren Teilnehmern kann sich eine informale Gruppe spalten, so dass zwei oder mehrere unterschiedliche Gesprächsgruppen entstehen.

Plaudern stellt eine wichtige soziale Kommunikationsform dar. In unhierarchischer Atmosphäre können, bedingt durch das Fehlen von formalen Hemmnissen, gute Ideen entstehen.
Beim Plaudern verwenden die Gesprächspartner oft die Umgangssprache oder den Dialekt.
Formen des Plauderns sind zum Beispiel Smalltalk, Stammtischgespräch, Pausengespräch, „Kaffeeklatsch“. Das „Benzingespräch“ ist eine Form des Plauderns unter Motorradfahrern rund um das Thema Motorrad. Eine dem Plaudern ähnliche schriftliche Form ist der Chat, bei dem allerdings die wichtigen Komponenten der nonverbalen Kommunikation wie Gestik, Mimik, Blickkontakt, Körperhaltung und Raumverhalten nicht zum Tragen kommen, da die Hauptbedingung der räumlichen Verbindung der Gesprächsteilnehmer nicht gegeben ist (dies kann jedoch durch den Einsatz von Emoticons oder Emojis imitiert und damit ausgeglichen werden).
Unter „Plauderei“ verstand man in der Literatur bis Anfang des 20. Jahrhunderts locker formulierte, oft glossierende, im Zeitgeist verankerte und an latent aktuellen Ereignissen aufgehängte subjektive Zeitschriftenartikel. Zum Beispiel waren die Plaudereien ein Standard-Genre in der deutschen Zeitschrift Die Woche. Dort trägt etwa in Ausgabe 40 vom Oktober 1902 ein persönlich gehaltener, kulturkritischer Beitrag über die Fischabneigung der Österreicher und der Deutschen den Titel: „Der Fisch auf der Tafel - Plauderei aus der Wiener Fischereiausstellung von Bettina Wirth“.

## Smalltalk
Smalltalk (etwa „ein Schwätzchen“; von engl. small „unbedeutend, klein“ und to talk „sich unterhalten“) ist eine beiläufige Konversation ohne Tiefgang.
Obgleich die Themen unbedeutend und austauschbar sind, hat der Smalltalk als gesellschaftliches Ritual hohe Bedeutung. Er vermeidet peinliches Schweigen, dient der Auflockerung der Atmosphäre und ist der Einstieg in das gegenseitige Kennenlernen, beispielsweise von Geschäftspartnern. Smalltalk zeigt das Interesse am Gegenüber oder gibt es zumindest vor. Die Themen unter Fremden sind meist sehr allgemein gehalten. Schon beinahe sprichwörtlich ist das „Übers-Wetter-Reden“. Dieses Thema hat den Vorteil, dass jeder eine Meinung dazu haben kann und dass Meinungsverschiedenheiten akzeptabel sind. Außerdem kann das Wetter Einfluss auf die Aktivitäten eines Menschen haben und damit zu weiteren, persönlicheren Themen hinleiten.
Typische Fragen sind z. B.:
- „Wie geht’s dir?“ (als Einleitung)
- „Wie geht’s deiner Familie?“ (unter Erwachsenen)
- „Was machst du heute noch?“ (um auf ein Thema zu kommen, das ergiebiger ist)

Manchmal führt auch die Tatsache, dass man einfach etwas „loswerden“ muss, zum Smalltalk. Auch wenn man wie beiläufig etwas Bestimmtes erfahren möchte, kann der Smalltalk als Mittel genutzt werden, um das Thema unauffällig anzuschneiden. Ein gutes Mittel, um von einem ungelegenen Thema abzulenken, ist das Fragen.
Ist man mit jemandem besser vertraut, ist es freier wählbar, ob ein Gespräch mit allgemeinem Smalltalk beginnt oder gleich ein bestimmtes Thema angesprochen wird.
Im beruflichen Kontext wird Smalltalk als Erfolgsrezept angesehen, um zu Menschen schneller eine persönliche Beziehung aufzubauen und das „Eis zu brechen“, was bei Vorstellungs- oder Verkaufsgesprächen oder beim Kennenlernen neuer Kollegen hilfreich ist. Kurze Gespräche in Kaffeeecken gelten als „kulturstiftend“, andererseits ist die Gefahr groß in ein Fettnäpfchen zu treten.

## Ähnliche Kommunikationsformen
- Klatsch bezeichnet den Austausch von Gerüchten über nicht Anwesende
- Palaver ist ein negativ belegtes Synonym inhaltsleerer Alltagsgespräche
- phatische Kommunikation erfüllt ausschließlich soziale Funktion